# Le Cercle secret
Le Cercle secret est le titre d'une série de romans de L. J. Smith dont le personnage principal est Cassie Blake, une jeune fille qui doit emménager chez sa grand-mère et quitter tous ses amis et sa ville natale pour la Nouvelle-Angleterre. Elle devint amie avec une fille nommée Diana qui appartient à un « cercle secret » où elle veut à tout prix entrer.
La saga a connu une adaptation en série télévisée sur la chaîne américaine The CW, intitulée The Secret Circle.

## Les personnages

### Personnages principaux
Cassandre "Cassie" Blake
Cassie est une jeune fille de seize ans très timide, craintive, rêveuse et discrète qui déménage dans la ville de la Nouvelle-Salem avec sa mère. Avant qu'elle n’emménage dans cette mystérieuse ville, elle tombe amoureuse d'Adam rencontré pendant ses vacances d'été à Cape Cod. Elle découvre qu'elle vient d'une grande lignée de sorcières. Elle devient très proche de la scintillante Diana et intègre le Cercle après son initiation. Lors de cette cérémonie elle découvre qu'Adam est le petit-ami de Diana. Ses cheveux sont d'un marron clair et ses yeux sont gris-bleu.
Diana Meade
La leader du Cercle, elle est amoureuse d'Adam. Elle prend vite Cassie sous son aile. Ses cheveux sont entre le doré et l'argenté comme les rayons du Soleil et de la Lune. Ses yeux sont vert-émeraude.
Faye Chamberlain
Elle veut être la leader du Coven et dominer tout le monde. Elle a les cheveux noirs et les yeux dorés.
Adam Conant
Il est le petit-ami de Diana et le premier à avoir découvert un des artéfacts primordiaux. Son cœur balance pour Diana et Cassie. Il a les cheveux couleur vin et les yeux bleu métallique comme l'océan. On le décrit ayant toujours un calme olympien. Toutes les filles se battent pour lui car il est très mignon .

### Personnages secondaires
Nicholas "Nick" Armstrong
C'est un jeune homme au visage froid. Il est le cousin de Debora et est toujours tout seul dans son coin. Il est amoureux de Cassie. Il a les cheveux noirs et les yeux acajou.
Christopher "Chris" Henderson
Frère jumeau de Doug et grand frère de la défunte Kori. Il ne se sépare jamais de son frère jumeau. C'est un vrai casse-cou. Blond aux yeux bleu-vert.
Douglas "Doug" Henderson
Frère jumeau de Chris et un des grands frères de la défunte Kori. Il ne se sépare jamais de son frère jumeau et c'est un vrai casse-cou, comme son frère. Blond aux yeux bleu-vert.
Suzan Whittier
Dans les tomes 1 et 2, elle est du côté de Faye mais à partir du tome 3, elle la délaisse. Rousse à forte poitrine, elle est toujours en train de manger.
Deborah Armstrong
Bras droit de Faye dans les tomes 1 et 2, elle la délaisse, Faye étant du côté de Black John. C'est une motarde et est la cousine de Nick. Elle a les cheveux brun foncé et les yeux marron.
Mélanie Glaser
Amie de Diana et Laurel, petite-nièce de tante Constance. Ses passions sont les pierres précieuses. Elle a les cheveux auburn et les yeux gris.

## Réédition en livres
Après les 3 premiers romans en 1992, une réédition des livres en 2010-2011 a été faite[réf. nécessaire]. 
La suite de la trilogie a été écrite en 2013, par Aubrey Clark en collaboration avec L. J. Smith.

### Tome 1:L'Initiation
Contrainte de quitter le soleil de la Californie pour s’installer dans la maison lugubre de sa grand-mère en Nouvelle-Angleterre, Cassie regrette sa vie d’avant. D’autant que dans son nouveau lycée, la flamboyante Faye n’a pas l’air de la porter dans son cœur. Pourtant, elle se sent étrangement attirée par elle et par un groupe d’adolescents qui semblent être les rois de l’école et forme un cercle très fermé nommé le Club. Le destin va pousser Cassie à se rendre compte que certaines légendes pourraient bien être plus réelles que ce qu’elle pensait…

### Tome 2:Captive
Cassie a rejoint le groupe de lycéens le plus branché qui soit. Déchirée par les affrontements entre Diana et Faye, les deux meneuses du Cercle Secret, Cassie devra choisir : sauver New Salem avec Diana ou céder au harcèlement de Faye et surtout à son amour pour l'envoûtant Adam, un amour interdit qui menace de briser le cercle...

### Tome 3:Le Pouvoir
Cassie est passée dans le camp de la diabolique Faye. Black John, le redoutable sorcier qui a créé le coven le plus puissant qui ait jamais existé, est revenu d'entre les morts. Il est prêt à tout pour devenir le maître du Cercle secret dans lequel évolue Cassie. Avant de mourir, la grand-mère de Cassie lui confie son Livre des Ombres et le secret de la Nouvelle-Salem. Cassie va devoir affronter ses doutes et se lancer à corps perdu dans une bataille entre le bien et le mal.

### Tome 4:Le Choix inévitable(saison 2 tome 1)
Pour la première fois depuis son arrivée à la Nouvelle Salem, Cassie Blake se sent normale. Elle sort avec son âme sœur Adam. Mais entre le coven secret de sorciers auquel elle appartient et le pouvoir incroyable qu'elle détient en elle, Cassie est loin de mener une vie ordinaire. Quand la tragédie frappe le Cercle, Cassie réalise qu'être extraordinaire peut être une malédiction. 
Un ennemi inconnu chasse le Cercle - et l'un d'entre eux pourrait être la victime suivante. Alors qu'ils luttent pour se protéger, les alliances sont formées et les relations sont testés. Personne ne sait a qui faire confiance ou qui craindre. Cassie pourra-t-elle sauver le Cercle?

### Tome 5:Le Livre interdit
Une bande de puissants chasseurs de sorcière vise le groupe, et a décidé de les détruire un à un. Scarlett, la demi-sœur de Cassie, ne s'arrêtera pas tant qu'elle n'aura sa place dans le cercle. Le seul espoir du Cercle contre leurs ennemis est le Livre des Ombres du père de Cassie - un guide antique du monde de la magie noire. Mais Cassie découvre bientôt que l'ouverture du livre a des conséquences graves. Cassie est touchée par le charme maléfique du livre qui commence à contrôler ses émotions et impulsions, affaiblissant sa relation avec Adam tant il contrôle sa vie. Alors qu'elle se bat contre l'obscurité en elle, les menaces contre le Cercle grandissent. Mais une fois que le mal est entré, elle ne peut lui échapper..."

### Tome 6:L'Affrontement final
Depuis que de puissants esprits démoniaques ont pris possession de son Cercle, Cassie n’a d’autre choix que d’utiliser sa part d’ombre maléfique pour les repousser. Alors qu’elle lutte pour la survie de ses amis et de son âme sœur, Adam, Cassie va trouver un allié inattendu. Un allié qui la soumettra plus que jamais à la tentation des ténèbres…